# Afrocrania luciae
Afrocrania luciae es un coleóptero de la familia Chrysomelidae. Fue descrita científicamente por primera vez en 2001 por Middelhauve & Wagner.